# 高梁市立津川小学校
高梁市立津川小学校（たかはししりつ つがわしょうがっこう）は岡山県高梁市津川町今津（いまづ）のある公立小学校。

## 概説
現在の校舎は1993年に立て替えられた。

## 学区
高梁市津川町内と高梁市高倉町肉谷が学区になる。津川町八川の学区はバス通学になる。

## 出身者
- 平川唯一 [1]